# Ферментативный катализ
Ферментативный катализ — это увеличение скорости процесса с помощью биологической молекулы, «фермента». Большинство ферментов представляют собой белки, и большинство таких процессов представляют собой химические реакции. Внутри фермента катализ обычно происходит в локализованном центре, называемом активным центром.
Большинство ферментов состоят преимущественно из белков, либо из одной белковой цепи, либо из множества таких цепей в многосубъединичном комплексе. Ферменты часто также включают небелковые компоненты, такие как ионы металлов или специализированные органические молекулы, известные как кофакторы (например, аденозинтрифосфат). Многие кофакторы являются витаминами, и их роль как витаминов напрямую связана с их использованием в катализе биологических процессов в рамках метаболизма. Катализ биохимических реакций в клетке жизненно важен, поскольку многие, но не все метаболически важные реакции имеют очень низкую скорость, если не катализируются. Одной из движущих сил эволюции белков является оптимизация такой каталитической активности, хотя только наиболее важные ферменты работают вблизи пределов каталитической эффективности, а многие ферменты далеки от оптимальных. Важные факторы ферментативного катализа включают общий кислотный и основной катализ, орбитальное управление, энтропийное ограничение, эффекты ориентации (то есть катализ замка и ключа), а также эффекты движения, связанные с динамикой белка.
Механизмы ферментативного катализа различаются, но все они в принципе аналогичны другим типам химического катализа, поскольку решающим фактором является снижение энергетического барьера (барьеров), отделяющего реагенты (или субстраты от продуктов). Снижение энергии активации (Еа) увеличивает долю молекул реагентов, которые могут преодолеть этот барьер и образовать продукт. Важным принципом является то, что, поскольку они только снижают энергетические барьеры между продуктами и реагентами, ферменты всегда катализируют реакции в обоих направлениях и не могут продвигать реакцию вперед или влиять на положение равновесия — только на скорость, с которой она достигается. Как и в случае с другими катализаторами, фермент не расходуется и не изменяется в ходе реакции (в отличие от субстрата), а рециркулируется, так что один фермент выполняет много циклов катализа.
Ферменты часто очень специфичны и действуют только на определённые субстраты. Некоторые ферменты абсолютно специфичны, что означает, что они действуют только на один субстрат, в то время как другие проявляют групповую специфичность и могут действовать на сходные, но не идентичные химические группы, такие как пептидная связь в разных молекулах. Многие ферменты обладают стереохимической специфичностью и действуют на один стереоизомер, но не действуют на другой.

## Индуцированная подгонка
Классической моделью взаимодействия фермент-субстрат является модель индуцированной подгонки. Эта модель предполагает, что начальное взаимодействие между ферментом и субстратом относительно слабое, но эти слабые взаимодействия быстро вызывают конформационные изменения в ферменте, которые усиливают связывание.
Преимущества механизма индуцированной подгонки возникают благодаря стабилизирующему эффекту сильного связывания фермента. Существует два разных механизма связывания субстрата: однородное связывание, которое имеет сильное связывание с субстратом, и дифференциальное связывание, которое имеет сильное связывание в переходном состоянии. Стабилизирующий эффект однородного связывания увеличивает сродство связывания как субстрата, так и переходного состояния, в то время как дифференциальное связывание увеличивает сродство связывания только переходного состояния. Оба используются ферментами и были выбраны эволюционно для минимизации энергии активации реакции. Насыщенные ферменты, то есть имеющие высокую аффинность к связыванию с субстратом, требуют дифференциального связывания для снижения энергии активации, тогда как ферменты с небольшим субстратом, не связанные с субстратом, могут использовать либо дифференциальное, либо равномерное связывание.
Эти эффекты привели к тому, что большинство белков используют механизм дифференциального связывания для снижения энергии активации, поэтому большинство субстратов имеют высокое сродство к ферменту в переходном состоянии. Дифференциальное связывание осуществляется по механизму индуцированной подгонки — субстрат сначала связывается слабо, затем фермент меняет конформацию, увеличивая сродство к переходному состоянию и стабилизируя его, тем самым снижая энергию активации для его достижения.
Однако важно уточнить, что концепция индуцированной подгонки не может использоваться для рационализации катализа. То есть химический катализ определяется как восстановление Еа‡ (когда система уже находится в ES‡) по отношению к Еа‡ в некатализируемой реакции в воде (без фермента). Индуцированная подгонка только предполагает, что барьер ниже в закрытой форме фермента, но не говорит нам, какова причина снижения барьера.
Индуцированная подгонка может быть полезным для точности молекулярного распознавания в присутствии конкуренции и шума посредством механизма конформационной проверки.

## Механизмы альтернативного пути реакции
Эти конформационные изменения также приближают каталитические остатки в активном центре к химическим связям в субстрате, которые будут изменены в ходе реакции. После связывания один или несколько механизмов катализа снижают энергию переходного состояния реакции, обеспечивая альтернативный химический путь реакции. Существует шесть возможных механизмов катализа «через барьер», а также механизм «сквозь барьер»:

### Близость и ориентация
Взаимодействия фермент-субстрат выравнивают реактивные химические группы и удерживают их близко друг к другу в оптимальной геометрии, что увеличивает скорость реакции. Это уменьшает энтропию реагентов и, таким образом, делает реакции присоединения или переноса менее неблагоприятными, поскольку уменьшение общей энтропии, когда два реагента становятся одним продуктом. Однако это общий эффект, который наблюдается в реакциях неприсоединения или переноса, где он возникает из-за увеличения «эффективной концентрации» реагентов. Это становится понятным при рассмотрении того, как увеличение концентрации приводит к увеличению скорости реакции: по сути, когда реагенты более концентрированы, они чаще сталкиваются и, следовательно, реагируют чаще. При ферментативном катализе связывание реагентов с ферментом ограничивает конформационное пространство реагентов, удерживая их в «правильной ориентации» и близко друг к другу, так что они сталкиваются чаще и с правильной геометрией, чтобы облегчить желаемая реакция. «Эффективная концентрация» — это концентрация, которой должен быть реагент в свободном растворе, чтобы испытать ту же частоту столкновений. Часто такие теоретические эффективные концентрации нефизичны и их невозможно реализовать в действительности, что свидетельствует о большой каталитической силе многих ферментов с огромным увеличением скорости по сравнению с некатализируемым состоянием.
| Например:                                                                                                   |
| Подобные реакции протекают гораздо быстрее, если реакция внутримолекулярная.                                |
| |
| Эффективную концентрацию ацетата во внутримолекулярной реакции можно оценить как k2 /k1 = 2 x 105 молярных. |

Однако ситуация может быть более сложной, поскольку современные вычислительные исследования установили, что традиционные примеры эффектов близости не могут быть непосредственно связаны с энтропийными эффектами ферментов. Кроме того, было обнаружено, что исходное энтропийное предложение сильно переоценивает вклад ориентационной энтропии в катализ.

### Доноры или акцепторы протонов
Доноры и акцепторы протонов, то есть кислоты и основания, могут отдавать и принимать протоны, чтобы стабилизировать развивающиеся заряды в переходном состоянии. Это связано с общим принципом катализа, заключающимся в снижении энергетических барьеров, поскольку в целом переходные состояния являются состояниями с высокой энергией, и за счет их стабилизации эта высокая энергия снижается, снижая барьер. Ключевой особенностью ферментативного катализа по сравнению со многими небиологическими катализами является то, что в одной и той же реакции можно сочетать как кислотный, так и основной катализ. Во многих абиотических системах кислоты (большие [H+]) или основания (большие концентрации H+ поглотители или виды с электронными парами) могут увеличить скорость реакции; но, конечно, окружающая среда может иметь только один общий pH (мера кислотности или щелочности). Однако, поскольку ферменты представляют собой большие молекулы, они могут размещать как кислотные, так и основные группы в своем активном центре для взаимодействия со своими субстратами и использовать оба режима независимо от общего pH.
Часто используется общий кислотный или основной катализ для активации нуклеофильных и/или электрофильных групп или для стабилизации уходящих групп. В активном центре используются многие аминокислоты с кислотными или основными группами, такие как глутаминовая и аспарагиновая кислоты, гистидин, цистин, тирозин, лизин и аргинин, а также серин и треонин. Кроме того, часто используется пептидный остов с карбонильными и амидными N-группами. Очень часто участвуют цистин и гистидин, поскольку они оба имеют pKa, близкую к нейтральному pH, и поэтому могут как принимать, так и отдавать протоны.
Многие механизмы реакций, включающие кислотно-основной катализ, предполагают существенно изменённую pKa. Это изменение pKa возможно благодаря локальному окружению остатка.
| Условия                                           | Кислоты        | Основания      |
| ------------------------------------------------- | -------------- | -------------- |
| Гидрофобная среда                                 | Увеличение рКа | Уменьшить рКа  |
| Соседние остатки одинакового заряда               | Увеличение рКа | Уменьшить рКа  |
| Образование солевого мостика (и водородной связи) | Уменьшить рКа  | Увеличение рКа |

Окружающая среда также может значительно влиять на pKa, так как остатки, которые являются основными в растворе, могут действовать как доноры протонов, и наоборот.
| Например: |
| Каталитическая триада сериновых протеаз |
| |
| На начальном этапе каталитического механизма сериновой протеазы гистидин активного центра принимает протон от остатка серина. Это подготавливает серин как нуклеофил к атаке амидной связи субстрата. Этот механизм включает передачу протона серина (основание, pKa 14) гистидину (кислота, pKa 6), что стало возможным благодаря локальному окружению оснований. |

Важно уточнить, что модификация pKa является чистой частью электростатического механизма. Кроме того, каталитический эффект приведенного выше примера в основном связан со снижением pKa оксианиона и увеличением pKa гистидина, в то время как перенос протона от серина к гистидину существенно не катализируется, поскольку он не барьер, определяющий скорость. Обратите внимание, что в показанном примере кислота, сопряженная с гистидином, действует как общий кислотный катализатор для последующей потери амина из тетраэдрического промежуточного соединения. Доказательства, подтверждающие этот предполагаемый механизм (рис. 4 в ссылке 13), однако, были оспорены.

### Электростатический катализ
Стабилизация заряженных переходных состояний также может происходить за счет остатков в активном центре, образующих ионные связи (или частичные взаимодействия ионных зарядов) с промежуточным продуктом. Эти связи могут возникать либо из кислотных или основных боковых цепей аминокислот, таких как лизин, аргинин, аспарагиновая кислота или глутаминовая кислота, либо из кофакторов металлов, таких как цинк. Ионы металлов особенно эффективны и могут снизить pKa воды настолько, чтобы сделать её эффективным нуклеофилом.
Систематические исследования с компьютерным моделированием установили, что электростатические эффекты вносят, безусловно, наибольший вклад в катализ. Он может увеличить скорость реакции до 10 7 раз. В частности, было обнаружено, что фермент создает более полярную среду, чем вода, и что ионные переходные состояния стабилизируются фиксированными диполями. Это сильно отличается от стабилизации переходного состояния в воде, где молекулы воды должны расплачиваться «энергией реорганизации». Для стабилизации ионных и заряженных состояний. Таким образом, катализ связан с тем, что полярные группы фермента предварительно организованы.
Было показано, что величина электростатического поля, создаваемого активным центром фермента, сильно коррелирует с повышением каталитической скорости фермента.
Связывание субстрата обычно исключает воду из активного центра, тем самым снижая локальную диэлектрическую проницаемость до диэлектрической проницаемости органического растворителя. Это усиливает электростатические взаимодействия между заряженными/полярными субстратами и активными центрами. Кроме того, исследования показали, что распределение заряда вокруг активных центров устроено так, чтобы стабилизировать переходные состояния катализируемых реакций. В некоторых ферментах такое распределение заряда, по-видимому, служит для направления полярных субстратов к местам их связывания, так что скорости этих ферментативных реакций превышают их кажущиеся пределы, контролируемые диффузией.
| Например: |
| Каталитический механизм карбоксипептидазы                                                                              |
| |
| Тетраэдрический интермедиат стабилизирован частичной ионной связью между ионом Zn2+ и отрицательным зарядом кислорода. |

### Ковалентный катализ
Ковалентный катализ включает образование субстратом временной ковалентной связи с остатками в активном центре фермента или с кофактором. Это добавляет в реакцию дополнительный ковалентный промежуточный продукт и помогает снизить энергию более поздних переходных состояний реакции. Ковалентная связь должна быть разорвана на более поздней стадии реакции для регенерации фермента. Этот механизм используется каталитической триадой ферментов, таких как протеазы, такие как химотрипсин и трипсин, где образуется промежуточное соединение ацил-фермент. Альтернативным механизмом является образование основания Шиффа с использованием свободного амина из остатка лизина, как это наблюдается в ферменте альдолазе во время гликолиза.
Некоторые ферменты используют неаминокислотные кофакторы, такие как пиридоксальфосфат (PLP) или тиаминпирофосфат (TPP), для образования ковалентных промежуточных соединений с молекулами реагентов. Такие ковалентные промежуточные соединения функционируют для снижения энергии более поздних переходных состояний, подобно тому, как ковалентные промежуточные соединения, образованные с аминокислотными остатками активного центра, позволяют стабилизироваться, но возможности кофакторов позволяют ферментам проводить реакции, которые не могут выполняться только боковыми аминокислотными остатками. Ферменты, использующие такие кофакторы, включают PLP-зависимый фермент аспартатрансаминазу и TPP-зависимый фермент пируватдегидрогеназу.
Вместо того, чтобы снижать энергию активации пути реакции, ковалентный катализ обеспечивает альтернативный путь реакции (через ковалентный промежуточный продукт) и поэтому отличается от истинного катализа. Например, энергетику ковалентной связи с молекулой серина в химотрипсине следует сравнить с хорошо изученной ковалентной связью с нуклеофилом в некаталитической реакции в растворе. Истинное предположение о ковалентном катализе (где барьер ниже, чем соответствующий барьер в растворе) потребовало бы, например, частичной ковалентной связи с переходным состоянием группой фермента (например, очень сильной водородной связи) и т. д. эффекты не вносят существенного вклада в катализ.

### Катализ ионами металлов
Ион металла в активном центре участвует в катализе, координируя стабилизацию заряда и экранирование. Из-за положительного заряда металла ионы металла могут стабилизировать только отрицательные заряды. Однако ионы металлов выгодны в биологическом катализе, поскольку на них не влияют изменения рН. Ионы металлов также могут ионизировать воду, действуя как кислота Льюиса. Ионы металлов также могут быть агентами окисления и восстановления.

### Напряжение связи
Это основной эффект связывания с индуцированной подгонкой, когда сродство фермента к переходному состоянию больше, чем к самому субстрату. Это вызывает структурные перестройки, которые напрягают связи субстрата в положение, более близкое к конформации переходного состояния, тем самым снижая разницу энергий между субстратом и переходным состоянием и помогая катализировать реакцию.
Однако эффект деформации на самом деле является эффектом дестабилизации основного состояния, а не эффектом стабилизации переходного состояния. Кроме того, ферменты очень гибкие, и они не могут применять большой эффект деформации.
Помимо напряжения связи в субстрате, напряжение связи может также индуцироваться внутри самого фермента для активации остатков в активном центре.
| Например: |
| Субстрат, связанный субстрат и конформации переходного состояния лизоцима. |
| |
| Субстрат при связывании искажается из конформации полукресла гексозного кольца (из-за стерических затруднений с аминокислотами белка, заставляющих экваториальный с6 находиться в аксиальном положении) в конформацию кресла, которая по форме похоже на переходное состояние. |

### Квантовое туннелирование
Эти традиционные «надбарьерные» механизмы в некоторых случаях подвергались сомнению благодаря моделям и наблюдениям над «барьерными» механизмами (квантовое туннелирование). Некоторые ферменты работают с кинетикой, которая быстрее, чем можно было бы предсказать с помощью классической ΔG‡. В моделях «через барьер» протон или электрон могут туннелировать через активационные барьеры. Квантовое туннелирование протонов наблюдалось при окислении триптамина ароматической аминодегидрогеназой.
Квантовое туннелирование, по-видимому, не дает большого каталитического преимущества, поскольку вклад туннелирования в катализируемые и некатализируемые реакции в растворе одинаков. Однако вклад туннелирования (обычно увеличивающий константы скорости примерно в 1000 раз по сравнению со скоростью реакции для классического пути «через барьер»), вероятно, имеет решающее значение для жизнеспособности биологических организмов. Это подчеркивает общее значение туннельных реакций в биологии.
В 1971—1972 годах была сформулирована первая квантово-механическая модель ферментативного катализа. 

### Активный фермент
Энергия связи фермент-субстратного комплекса не может рассматриваться как внешняя энергия, необходимая для активации субстрата. Фермент с высокой энергоемкостью может сначала перенести какую-то определённую энергетическую группу Х1 из каталитического центра фермента в конечное место первого связанного реагента, затем другую группу Х2 из второго связанного реагента (или из второй группы одиночного реагента) должен быть перенесен в активный центр для завершения превращения субстрата в продукт и регенерации фермента.
Мы можем представить всю ферментативную реакцию в виде двух сопряжённых реакций:
{\displaystyle 1)\mathrm {S1+EH\rightarrow P1+EP2} }
{\displaystyle 2)S2+EP2\rightarrow S2EP2\rightarrow P2+EX2}
Из реакции (1) видно, что группа X1 активного фермента появляется в продукте за счет возможности обменной реакции внутри фермента во избежание как электростатического торможения, так и отталкивания атомов. Таким образом, мы представляем активный фермент как мощный реагент ферментативной реакции. Реакция (2) показывает неполную конверсию субстрата, так как его группа X2 остается внутри фермента. Этот подход в качестве идеи ранее предлагался с опорой на гипотетические чрезвычайно высокие ферментативные превращения (каталитически совершенный фермент).
Решающим моментом для проверки настоящего подхода является то, что катализатор должен представлять собой комплекс фермента с переносной группой реакции. Этот химический аспект подтверждается хорошо изученными механизмами нескольких ферментативных реакций. Рассмотрим реакцию гидролиза пептидной связи, катализируемую чистым белком α-химотрипсином (ферментом, действующим без кофактора), который является хорошо изученным представителем семейства сериновых протеаз, см..
Экспериментальные результаты для этой реакции представлены в виде двух химических стадий:
{\displaystyle 3)S1+EH\rightarrow P1+EP2}
{\displaystyle 4)EP2+H-O-H\rightarrow EH+P2}
где S1 — полипептид, P 1 и P 2 — продукты. Первая химическая стадия (3) включает образование ковалентного промежуточного соединения ацил-фермент. Вторая стадия (4) представляет собой стадию деацилирования. Группа Н+, первоначально обнаруженная на ферменте, а не в воде, появляется в продукте ещё до стадии гидролиза, поэтому её можно рассматривать как дополнительную группу ферментативной реакции.
Таким образом, реакция (3) показывает, что фермент действует как мощный реагент реакции. Согласно предложенной концепции, транспорт Н от фермента способствует первому превращению реагентов, разрыву первой исходной химической связи (между группами Р1 и Р2). Стадия гидролиза приводит к разрыву второй химической связи и регенерации фермента.
Предлагаемый химический механизм не зависит от концентрации субстратов или продуктов в среде. Однако изменение их концентрации в основном вызывает изменения свободной энергии на первой и последней стадиях реакций (1) и (2) за счет изменения содержания свободной энергии каждой молекулы S или P в водном растворе. Такой подход соответствует следующему механизму мышечного сокращения. Заключительной стадией гидролиза АТФ в скелетных мышцах является высвобождение продукта, вызванное ассоциацией миозиновых головок с актином. Закрытие актин-связывающей щели во время реакции ассоциации структурно связано с открытием нуклеотид-связывающего кармана на активном сайте миозина.
Конечные стадии гидролиза АТФ включают быстрое высвобождение фосфата и медленное высвобождение АДФ. Высвобождение аниона фосфата из связанного аниона АДФ в водный раствор можно рассматривать как экзергоническую реакцию, поскольку анион фосфата имеет низкую молекулярную массу.
Таким образом первичное выделение неорганического фосфата H2PO4− приводит к превращению значительной части свободной энергии гидролиза АТФ в кинетическую энергию сольватированного фосфата, образуя активное течение. Это предположение о локальной механо-химической трансдукции согласуется с механизмом мышечного сокращения Тироша, где мышечная сила возникает из интегрированного действия активного потока, создаваемого гидролизом АТФ.

## Примеры каталитических механизмов
Большинство ферментных механизмов включают комбинацию нескольких различных типов катализа.

### Триозофосфатизомераза
Триозофосфатизомераза (Шифр КФ 5.3.1.1) катализирует обратимое взаимопревращение двух изомеров триозофосфатов дигидроксиацетонфосфата и D-глицеральдегид-3-фосфата.

### Трипсин
Трипсин (Шифр КФ 3.4.21.4) представляет собой сериновую протеазу, которая расщепляет белковые субстраты после остатков лизина или аргинина, используя каталитическую триаду для осуществления ковалентного катализа и оксианионную дырку для стабилизации накопления заряда в переходных состояниях.

### Альдолаза
Альдолаза (Шифр КФ 4.1.2.13) катализирует расщепление фруктозо-1,6-бисфосфата (F-1,6-BP) на глицеральдегид-3-фосфат и дигидроксиацетонфосфат (DHAP).

## Ферментативная диффузия
Появление исследований одиночных молекул в 2010-х годах привело к наблюдению, что движение непривязанных ферментов увеличивается с увеличением концентрации субстрата и увеличением энтальпии реакции Последующие наблюдения показывают, что это увеличение диффузионной способности обусловлено временным смещением центра масс фермента, что приводит к «эффекту отдачи, который продвигает фермент».

## Сходство реакции
Сходство между ферментативными реакциями (EC) можно рассчитать, используя изменения связей, реакционные центры или показатели субструктуры (EC-BLAST. Архивировано 30 мая 2019 года.).

## Использованная литература
1. ↑  At the dawn of the 21st century: Is dynamics the missing link for understanding enzyme catalysis?. Proteins. 78 (6): 1339–1375. May 2010. doi:10.1002/prot.22654. PMID 20099310.
2. ↑  Keith J. Laidler. Physical chemistry with biological applications. — Menlo Park, Calif.: Benjamin/Cummings Pub. Co, 1978. — xviii, 587 pages с. — ISBN 0-8053-5680-0, 978-0-8053-5680-9.
3. ↑  Application of a Theory of Enzyme Specificity to Protein Synthesis. Proceedings of the National Academy of Sciences of the United States of America. 44 (2): 98–104. February 1958. Bibcode:1958PNAS...44...98K. doi:10.1073/pnas.44.2.98. PMID 16590179.
4. ↑  Modern Physical Organic Chemistry. — University Science Books, 2004. — ISBN 978-1-891389-31-3.
5. ↑  Conformational proofreading: the impact of conformational changes on the specificity of molecular recognition. PLOS ONE. 2 (5): e468. May 2007. Bibcode:2007PLoSO...2..468S. doi:10.1371/journal.pone.0000468. PMID 17520027.{{cite journal}}:  Википедия:Обслуживание CS1 (не помеченный открытым DOI) (ссылка)
6. ↑  Combined ab initio and Free Energy Calculations To Study Reactions in Enzymes and Solution: Amide Hydrolysis in Trypsin and Aqueous Solution. J. Am. Chem. Soc. 120 (14): 3448–3457. 1998. doi:10.1021/ja972723x.
7. ↑  QM-FE and Molecular Dynamics Calculations on Catechol O-Methyltransferase: Free Energy of Activation in the Enzyme and in Aqueous Solution and Regioselectivity of the Enzyme-Catalyzed Reaction. J. Am. Chem. Soc. 122 (11): 2586–2596. 2000. doi:10.1021/ja992218v.
8. ↑  Ground State and Transition State Contributions to the Rates of Intramolecular and Enzymatic Reactions. Acc. Chem. Res. 32 (2): 127–136. 1999. doi:10.1021/ar960131y.
9. ↑  Entropic contributions to rate accelerations in enzymic and intramolecular reactions and the chelate effect. Proceedings of the National Academy of Sciences of the United States of America. 68 (8): 1678–1683. August 1971. Bibcode:1971PNAS...68.1678P. doi:10.1073/pnas.68.8.1678. PMID 5288752.
10. ↑  Dynamics of biochemical and biophysical reactions: insight from computer simulations. Quarterly Reviews of Biophysics. 34 (4): 563–679. November 2001. doi:10.1017/s0033583501003730. PMID 11852595.
11. ↑  Electrostatic basis for enzyme catalysis. Chemical Reviews. 106 (8): 3210–3235. August 2006. doi:10.1021/cr0503106. PMID 16895325.
12. ↑  How do serine proteases really work?. Biochemistry. 28 (9): 3629–3637. May 1989. doi:10.1021/bi00435a001. PMID 2665806.
13. ↑  Mechanism of the -chymotrypsin-catalyzed hydrolysis of amides. pH dependence of k c and K m. Kinetic detection of an intermediate. Journal of the American Chemical Society. 93 (25): 7079–7087. December 1971. doi:10.1021/ja00754a066. PMID 5133099.
14. ↑  Concerning a reported change in rate-determining step in chymotrypsin catalysis. Journal of the American Chemical Society. 95 (8): 2734–2735. April 1973. doi:10.1021/ja00789a081. PMID 4694533.
15. 1 2 3  Electrostatic basis for enzyme catalysis. Chemical Reviews. 106 (8): 3210–3235. August 2006. doi:10.1021/cr0503106. PMID 16895325.Warshel A, Sharma PK, Kato M, Xiang Y, Liu H, Olsson MH (August 2006). «Electrostatic basis for enzyme catalysis». Chemical Reviews. 106 (8): 3210-3235. doi:10.1021/cr0503106. PMID 16895325.
16. ↑  Biochemistry. — 2011.
17. ↑  On the Theory of Electron-Transfer Reactions. VI. Unified Treatment for Homogeneous and Electrode Reactions (PDF). J. Chem. Phys. 43 (2): 679–701. 1965. Bibcode:1965JChPh..43..679M. doi:10.1063/1.1696792. Архивировано (PDF) 5 августа 2020. Дата обращения: 16 сентября 2022.
18. ↑  Energetics of enzyme catalysis. Proceedings of the National Academy of Sciences of the United States of America. 75 (11): 5250–5254. November 1978. Bibcode:1978PNAS...75.5250W. doi:10.1073/pnas.75.11.5250. PMID 281676.
19. ↑  Extreme electric fields power catalysis in the active site of ketosteroid isomerase. Science. 346 (6216): 1510–4. December 2014. Bibcode:2014Sci...346.1510F. doi:10.1126/science.1259802. PMID 25525245.
20. ↑  Toney, M. D. «Reaction specificity in pyridoxal enzymes.» Archives of biochemistry and biophysics (2005) 433: 279—287
21. ↑  Micronutrient Information Center, Oregon State University. Дата обращения: 16 сентября 2022. Архивировано 21 марта 2015 года.
22. ↑  Biochemistry. — John Wiley & Sons Inc., 2004. — P. 986–989. — ISBN 978-0-471-25090-6.
23. ↑  Biochemistry. — John Wiley & Sons Inc., 2004. — P. 604–606. — ISBN 978-0-471-25090-6.
24. ↑  Metal ion catalysis in the Tetrahymena ribozyme reaction. Nature. 361 (6407): 85–88. January 1993. Bibcode:1993Natur.361...85P. doi:10.1038/361085a0. PMID 8421499.
25. ↑  Reactions of coordinated ligands and homogeneous catalysis : a symposium sponsored by the Division of Inorganic Chemistry at the 141st meeting of the American Chemical Society, Washington, D.C., March 22-24, 1962. — Washington: American Chemical Society, 1963. — 1 online resource (vii, 255 pages) с. — ISBN 978-0-8412-2201-4, 0-8412-2201-0.
26. ↑  Divalent metal ion catalysis in the hydrolysis of esters of picolinic acid. Metal ion promoted hydroxide ion and water catalyzed reactions. Journal of the American Chemical Society. 107 (4): 1041–1047. 1 февраля 1985. doi:10.1021/ja00290a048. ISSN 0002-7863.
27. ↑  Metal ion-catalyzed oxidation of proteins: biochemical mechanism and biological consequences. Free Radical Biology & Medicine. 9 (4): 315–325. 1 января 1990. doi:10.1016/0891-5849(90)90006-5. PMID 2283087. Архивировано 5 декабря 2020. Дата обращения: 16 сентября 2022.
28. ↑  Catalysis in Chemistry and Enzymology. — ISBN 978-0-486-65460-7.
29. ↑  Theoretical studies of enzymic reactions: dielectric, electrostatic and steric stabilization of the carbonium ion in the reaction of lysozyme. Journal of Molecular Biology. 103 (2): 227–249. May 1976. doi:10.1016/0022-2836(76)90311-9. PMID 985660.
30. ↑  Donald Voet. Fundamentals of biochemistry : life at the molecular level. — Fourth edition. — Hoboken, NJ: Wiley, 2013. — 1 volume (various pagings) с. — ISBN 978-0-470-54784-7, 0-470-54784-7, 978-1-118-47474-7, 1-118-47474-0.
31. ↑  How enzymes work: analysis by modern rate theory and computer simulations. Science. 303 (5655): 186–195. January 2004. Bibcode:2004Sci...303..186G. doi:10.1126/science.1088172. PMID 14716003.
32. ↑  Simulations of the large kinetic isotope effect and the temperature dependence of the hydrogen atom transfer in lipoxygenase. Journal of the American Chemical Society. 126 (9): 2820–2828. March 2004. doi:10.1021/ja037233l. PMID 14995199.
33. ↑  Atomic description of an enzyme reaction dominated by proton tunneling. Science. 312 (5771): 237–241. April 2006. Bibcode:2006Sci...312..237M. doi:10.1126/science.1126002. PMID 16614214. {{cite journal}}: Недопустимый |display-authors=6 (справка)
34. ↑  Simulations of the large kinetic isotope effect and the temperature dependence of the hydrogen atom transfer in lipoxygenase. Journal of the American Chemical Society. 126 (9): 2820–2828. March 2004. doi:10.1021/ja037233l. PMID 14995199.Olsson MH, Siegbahn PE, Warshel A (March 2004). «Simulations of the large kinetic isotope effect and the temperature dependence of the hydrogen atom transfer in lipoxygenase». Journal of the American Chemical Society. 126 (9): 2820—2828. doi:10.1021/ja037233l. PMID 14995199.
35. ↑  How important are quantum mechanical nuclear motions in enzyme catalysis. J. Am. Chem. Soc. 118 (47): 11745–11751. 1996. doi:10.1021/ja962007f.
36. ↑  Enzymes: by chance, or by design?. Nature. 431 (7007): 396–397. September 2004. Bibcode:2004Natur.431..396B. doi:10.1038/431396a. PMID 15385982.
37. ↑  Dynamical contributions to enzyme catalysis: critical tests of a popular hypothesis. Chemical Reviews. 106 (5): 1737–1756. May 2006. doi:10.1021/cr040427e. PMID 16683752.
38. ↑  Atomic description of an enzyme reaction dominated by proton tunneling. Science. 312 (5771): 237–241. April 2006. Bibcode:2006Sci...312..237M. doi:10.1126/science.1126002. PMID 16614214. {{cite journal}}: Недопустимый |display-authors=6 (справка)Masgrau L, Roujeinikova A, Johannissen LO, Hothi P, Basran J, Ranaghan KE, et al. (April 2006). «Atomic description of an enzyme reaction dominated by proton tunneling». Science. 312 (5771): 237—241. Bibcode: 2006Sci…312..237M Архивная копия от 27 ноября 2020 на Wayback Machine. doi:10.1126/science.1126002. PMID 16614214. S2CID 27201250.
39. ↑  The theory of enzyme catalysis. Molecular Biology. 6 (3): 347–353. 1972. PMID 4645409.
40. ↑  Конформационные изменения биополимеров в растворах / Андроникашвили Элевтер Луарсабович. — М.: Наука, 1973. — С. 153–157. — 207 с.
41. ↑  Is the enzyme a powerful reactant of the biochemical reaction?. Molecular and Cellular Biochemistry. 352 (1–2): 87–89. June 2011. doi:10.1007/s11010-011-0742-4. PMID 21318350.
42. ↑  Cooperativity of enzymatic reactions and molecular aspects of energy transduction. Molecular and Cellular Biochemistry. 47 (1): 59–64. August 1982. doi:10.1007/bf00241567. PMID 7132966.
43. ↑  Role of protein conformational mobility in enzyme catalysis: acylation of alpha-chymotrypsin by specific peptide substrates. Biochemistry. 43 (3): 742–747. January 2004. doi:10.1021/bi030222k. PMID 14730979.
44. ↑  Mechanism of adenosine triphosphate hydrolysis by actomyosin. Biochemistry. 10 (25): 4617–4624. December 1971. doi:10.1021/bi00801a004. PMID 4258719.
45. ↑  Electron cryo-microscopy shows how strong binding of myosin to actin releases nucleotide. Nature. 425 (6956): 423–427. September 2003. Bibcode:2003Natur.425..423H. doi:10.1038/nature02005. PMID 14508495.
46. ↑  ADP dissociation from actomyosin subfragment 1 is sufficiently slow to limit the unloaded shortening velocity in vertebrate muscle. Proceedings of the National Academy of Sciences of the United States of America. 82 (3): 658–662. February 1985. Bibcode:1985PNAS...82..658S. doi:10.1073/pnas.82.3.658. PMID 3871943.
47. ↑  Kinetics of nucleoside triphosphate cleavage and phosphate release steps by associated rabbit skeletal actomyosin, measured using a novel fluorescent probe for phosphate. Biochemistry. 36 (39): 11828–11836. September 1997. doi:10.1021/bi970540h. PMID 9305974.
48. ↑  Translational motion of actin filaments in the presence of heavy meromyosin and MgATP as measured by Doppler broadening of laser light scattering. Biochimica et Biophysica Acta (BBA) - Protein Structure and Molecular Enzymology. 1037 (3): 274–280. March 1990. doi:10.1016/0167-4838(90)90025-b. PMID 2178685.
49. ↑  Ballistic protons and microwave-induced water solutions (solitons) in bioenergetic transformations. Int. J. Mol. Sci. 7 (9): 320–345. 2006. doi:10.3390/i7090320.{{cite journal}}:  Википедия:Обслуживание CS1 (не помеченный открытым DOI) (ссылка)
50. ↑  EC-BLAST: a tool to automatically search and compare enzyme reactions. Nature Methods. 11 (2): 171–174. February 2014. doi:10.1038/nmeth.2803. PMID 24412978.

## Дальнейшее чтение
- Structure and Mechanism in Protein Science : A Guide to Enzyme Catalysis and Protein Folding. — New York : W.H. Freeman, 1998. — ISBN 978-0-7167-3268-6.
- Sutcliffe M, Munro A (August 2006). Quantum catalysis in enzymes—beyond the transition state theory. Philosophical Transactions B. 361 (1472): 1291–1455. doi:10.1098/rstb.2006.1879.